# Langues khoïsan
Cet article concerne la famille des langues khoïsan. Pour l'ethnonyme, voir Khoïsan.
Les langues khoïsan ou langues khoïsanes sont un ensemble de langues parlées en Afrique australe par les peuples Khoïkhoï et San, principalement au Botswana, en Namibie, dans la province du Cap-du-Nord d'Afrique du Sud et dans le Sud de l'Angola. Deux langues parlées au Kenya et en Tanzanie, le hadza et le sandawe, sont souvent incluses depuis les travaux de Joseph Greenberg, mais sont éloignées sur les plans linguistique et géographique du reste du groupe.
Les langues khoïsan sont caractérisées par l'emploi de consonnes particulières dénommées clics. La langue kung-ekoka n'emploie pas moins de 50 phonèmes clics sur 140 phonèmes distincts. Les sons de ce genre sont courants dans le répertoire vocal humain, mais leur usage comme phonèmes semble limité aux langues khoïsan et aux langues d'autres familles ayant subi leur influence, comme les langues nguni (incluant notamment le xhosa et le zoulou) ou le dahalo.
Les langues khoïsan ont souvent été présentées au XXe siècle comme constituant une famille de langues, impliquant une origine commune, mais cette hypothèse est aujourd'hui rejetée par les spécialistes de ces langues. Les ressemblances observées sont de nature typologique et lexicale, ce qui peut impliquer des contacts et des convergences, avec le développement de phénomènes d'aire linguistique, mais ne démontre pas une origine commune. Les langues khoïsan d'Afrique australe sont actuellement regroupées en trois familles distinctes, tandis que le hadza et le sandawe sont considérés comme des isolats. Le terme de khoïsan reste cependant employé comme regroupement de pure commodité, pour indiquer les langues africaines pourvues de clics et ne se rattachant pas à l'une des trois grandes familles identifiées sur le continent : les langues afro-asiatiques, les langues nilo-sahariennes et les langues nigéro-congolaises.
Actuellement, la langue khoïsan comptant le plus grand nombre de locuteurs est le khoïkhoï, la langue des Nama, qui sont parmi les plus grandes ethnies de Namibie. Les autres langues khoïsan sont plutôt menacées, et quelques-unes ont disparu sans avoir pu être étudiées.
Sur le plan morphosyntaxique, les langues khoïsan sont plutôt isolantes. Elles emploient souvent des suffixes, mais le sens d'une phrase dépend davantage de l'ordre des mots que de leur flexion.

## Liste et classification
- Langues kwadi-khoï :
  - kwadi (langue éteinte) ;
  - langues khoï (ou khoe) :

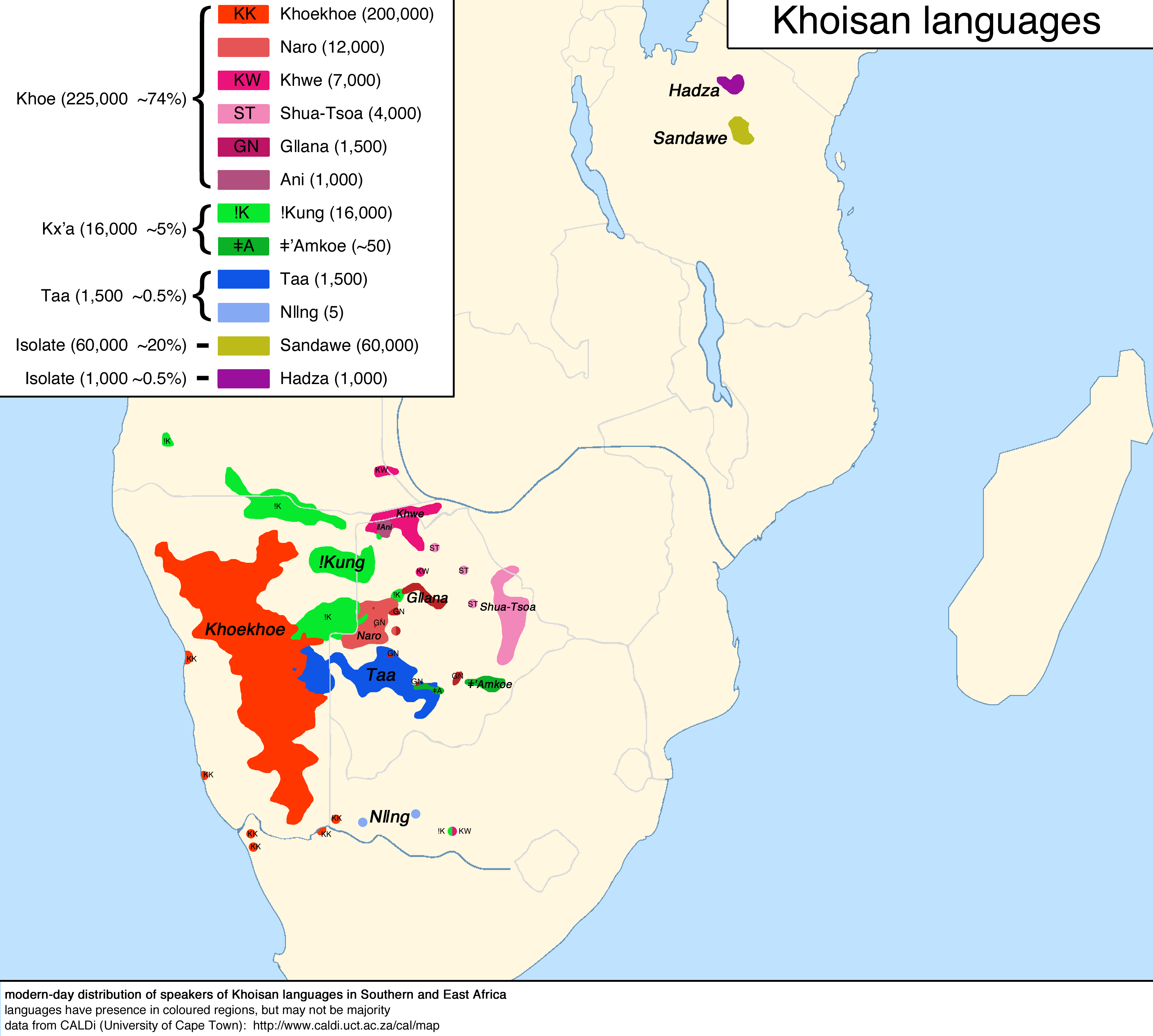
Distribution géographique des langues khoïsan.

    - langues khoïkhoï (ou khoekhoe) (ou langues khoisan centrales ; localement langues « hottentot » avec une connotation péjorative en Namibie et en Afrique du Sud à l'époque coloniale et durant l'Apartheid) (cette branche semble avec été affectée par le « sprachbund » qui les mêle dans la même aire linguistique aux familles de langues kxʼa et tuu, elles-mêmes clairement séparées des autres langues khoï) :
      - nama (ou damara, khoïkhoï du nord) (groupement de dialectes, incluant le ǂaakhoe et le haiǁom ; aujourd'hui la plus parlée de toutes les langues khoïsan, avec plus de 200 000 locuteurs, la plupart en Namibie où les Namas sont l'ethnie majoritaire) ;
      - langues khoïkhoï méridionales :
        - korana (langue moribonde) ;
        - xiri (groupement de dialectes ; moribond) ;

      - eini (ou ani) (langue éteinte) ;

    - langues tshu-khwé (ou langues kalahari) (la plupart des langues de cette branche, centrées essentiellement au Botswana, ont subi une perte importante de l'usage des clics bien plus largement présents dans les autres langues khoïsan) :
      - langues tshu-khwé orientales (ou langues kalahari orientales, langues shua-tshwa) :
        - shua (groupement de dialectes, incluant le deti, le tsʼixa, le ǀxaise et le ganádi) ;
        - tshwa (ou tsoa) (groupement de dialectes, incluant le cire cire et le kua ; officielle au Zimbabwe sous la désignation de « khoï-san » ; parlée également au Botswana) ;

      - langues tshu-khwé occidentales (ou langues kalahari occidentales) :
        - kxoé (groupement de dialectes, incluant le ǁani et le buga) ;
        - naro (groupement de dialectes, incluant le ǂhaba) ;
        - gǁana-gǀwi (groupement de dialectes, incluant le gǁana et le gǀwi).
- Langues kx’a :
  - ǃkung (ou ǃxun, ju), anciennement appelé khoïsan du nord (groupement de dialectes, incluant le juǀʼhoan qui est le plus connu ; deuxième langue khoïsan la plus parlée avec environ 45 000 locuteurs, ou troisième si on inclut les isolats du nord de la Tanzanie parmi les langues khoïsan) ;
  - ǂʼamkoe (groupement de dialectes, incluant le nǃaqriaxe, le ǂhoan oriental et le sasi ; moribond, avec 200 locuteurs au Botswana).
- Langues tuu (menacées) :
  - langues ǃkwi (moribondes) :
    - nǁng (groupement de dialectes ; moribond).
    - ǀxam (groupement de dialectes ; éteint) ;
    - ǂungkue (groupement de dialectes ; éteint) ;
    - ǁxegwi (langue éteinte) ;

  - langues taa (menacées) :
    - ǃXoon (groupement de dialectes ; menacé avec environ 4 200 locuteurs) ;
    - bas nossob (groupement de dialectes, le ǀʼauni et le ǀhaasi ; éteint) ;
- Sandawe (isolat au nord, en Tanzanie ; deuxième langue khoïsan la plus parlée avec environ 60 000 locuteurs si on inclut les isolats du nord de la Tanzanie parmi les langues khoïsan ; son affiliation historique avec les autres langues khoïsan est aujourd’hui rejetée par la plupart des linguistes, même avec le hadza pourtant bien plus proche géographiquement).
- Hadza (isolat le plus au nord, essentiellement en Tanzanie, un peu également au Kenya ; menacé, environ 1000 locuteurs ; son affiliation historique avec les autres langues khoïsan est aujourd’hui rejetée par la plupart des linguistes, même avec le sandawe pourtant bien plus proche géographiquement).